# Lars Voßler
Lars Voßler (* 9. März 1976 in Freiburg) ist ein deutscher Trainer mit UEFA-Pro-Lizenz. Aktuell ist er Co-Trainer von Julian Schuster beim SC Freiburg.

## Ausbildung
Voßler studierte von 1998 bis 2004 Volkswirtschaftslehre an der Albert-Ludwigs-Universität Freiburg. Nach dem Studium hat er seine Diplomarbeit beim SC Freiburg über das Thema EDV geschrieben.

## Karriere als Trainer
2005 begann er in der EDV-Abteilung des SC-Freiburg und gleichzeitig als Co-Trainer-Stelle in der D-Jugend. Über die D-Jugend holte ihn Christian Streich als Co-Trainer in die A-Jugend und folgte ihn nach der Entlassung von Marcus Sorg auch als Co-Trainer in die Bundesliga. Vor der Fußball-Weltmeisterschaft 2014 wurde der DFB durch Hansi Flick auf ihn aufmerksam. Er war durch die erfolgreiche Einstudierung von Standards wie Eckbällen und Freistößen aufgefallen, die Flick dann bei der WM erfolgreich weiterentwickelte. Zu Beginn der Fußball-Bundesligsaison 2018/19 vertrat er Streich für zwei Spiele als Cheftrainer auf Grund eines Bandscheibenvorfalls. Auch in der  Fußball-Bundesligasaison 2022/23 vertrat Voßler Streich zweimal. Im Oktober beim Auswärtsspiel bei der Hertha, da Streich Corona-positiv ausfiel, sowie beim Spiel gegen den VfB Stuttgart im Februar wegen einer Sperre Streichs.
2021 absolvierte er erfolgreich zusammen mit u. a. Miroslav Klose, Hanno Balitsch, Andreas Neuendorf, Tobias Schweinsteiger, Michael Wimmer, Danny Schwarz und Kim Kulig den 67. Fußballlehrer-Jahrgangs des DFB.